# Boeing E-3 Sentry
Boeing E-3 Sentry je letoun včasné výstrahy a řízení (Airborne Warning and Control System, zkráceně AWACS) vyvinutý společností Boeing, která byla hlavním dodavatelem. Letoun byl odvozen od stroje Boeing 707, aby za každého počasí prováděl průzkum, velení, řízení a zajišťoval spojení. Letouny používá USAF, NATO, RAF, Francouzské letectvo a Královské letectvo Saúdské Arábie. Letouny E-3 jsou charakteristické velkým otáčivým radarem ve tvaru disku neseným vzadu nad trupem. Výroba skončila v roce 1992 poté, co bylo vyrobeno 68 strojů.
V polovině 60. let 20. století hledalo letectvo Spojených států amerických (dále jen USAF) letoun, který by nahradil stroj EC-121 s pístovými motory a který v té době již sloužil více než deset let. Poté, co byla zadána předběžná zakázka na vývoj letounu třem společnostem, byla oslovena společnost Boeing, aby postavila dva letouny pro testování radarů společností Westinghouse Electric a Hughes Aircraft. Obě společnosti používaly pulzní Dopplerův radar a po zkouškách byl vítězem prohlášen radar společnosti Westinghouse. Zkoušky prvních sériových letounů E-3 byly zahájeny v říjnu 1975.
První letouny E-3 obdrželo USAF v březnu 1977 a během následujících sedmi let jich bylo pro USAF vyrobeno 34. Pro velení NATO bylo vyrobeno dalších 18 letounů, které mají základnu v Německu. Letouny E-3 také nakoupilo Spojené království (7 strojů), Francie (4 stroje) a Saúdská Arábie (5 strojů a 8 tankovacích letounů od letounu E-3 odvozených). V roce 1991, kdy byly dodávány poslední stroje, se letouny účastnily operace Pouštní bouře, během které hrály klíčovou úlohu v řízení koaličního letectva v boji s nepřítelem. Letouny byly během své služby několikrát vylepšovány. V roce 1996 přešla společnost Westinghouse Electric pod společnost Northrop pod názvem Northrop Grumman Electronic Systems. Tato společnost nyní zajišťuje radary pro letouny E-3 Sentry.

## Vývoj

### Pozadí
V roce 1963 vydalo USAF poptávku na letoun AWACS, který by nahradil letouny Lockheed EC-121 Warning Star, které sloužily v té době v roli letounů včasné výstrahy již více než deset let. Nové letouny měly umožňovat využití nových technologií v oblasti radarů, které umožňovaly leteckým radarům „shlížet dolů“ a odhalovat i nízko letící letouny, což bylo dříve díky rušivým odrazům špatně proveditelné. Předběžná zakázka byla původně zadána společnostem Boeing, Douglas a Lockheed. V roce 1967 byl zahájen paralelní program, který měl za cíl vývoj nového radaru. Tato práce byla svěřena společnostem Westinghouse Electric a Hughes Aircraft, které byly vyzvány, aby vyvinuly kompletní radarový systém. V roce 1968 byl tento systém zmiňován jako „Overland Radar Technology (ORT)“ při testování na upraveném letounu EC-121Q. Průkopnický návrh společnosti Westinghouse byl nakonec vybrán jako vítězný.

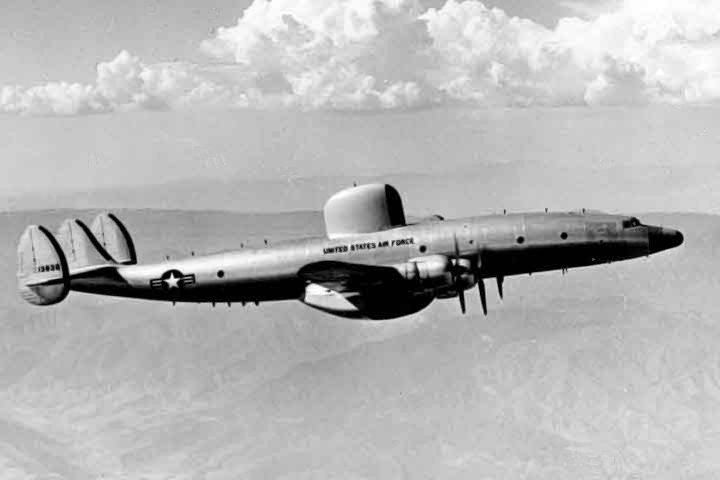
Pístovými motory poháněný Lockheed EC-121 Warning Star, což byly vojenská verze letounu Lockheed Constellation, během služby v 50. letech 20. století.

Boeing původně navrhoval postavení úplně nového letounu, ale zkoušky ukázaly, že navrhovaný stroj by nepřekonal v té době již provozovaný dopravní letoun Boeing 707, který byl proto později vybrán. Pro zvýšení vytrvalosti měl být tento letoun poháněn osmi motory General Electric TF34 a jeho radar měl být umístěn otáčejícím se disku nahoře nad trupem letounu před svislou ocasní plochou. Návrh společnosti Boeing byl vybrán v červenci 1970, protikandidátem byl letoun společnosti McDonnell Douglas založený na letounu DC-8. Původní objednávka zněla na dva letouny s označením EC-137D, které měly sloužit výlučně pro testování dvou typů vyvíjených radarů. Jako testovací stroje nemusely mít vytrvalost ve vzduchu 14 hodin, která byla požadována u sériových strojů, a proto letouny EC-137 používaly i nadále komerční motory Pratt & Whitney JT3D. Pozdější snížení požadavků na snížení vytrvalost ve vzduchu vedlo k tomu, že tyto běžné motory zůstaly zachovány i u sériových letounů.
První letoun EC-137 vykonal svůj první let 9. února 1972. Porovnávací letové testy obou radarů byly prováděny od března do července téhož roku. Příznivější výsledky vedly k tomu, že radar společnosti Westinghouse byl vybrán pro instalaci do sériových strojů. Původně se předpokládalo, že radar společnosti Hughes bude jasným vítězem. Jednoduše proto, že mnoho jeho radarů bylo v té samé době montováno do nových letounů McDonnell Douglas F-15 Eagle. Radar společnosti Westinghouse však používal k toku dat rychlou Fourierovu transformaci (FFT), aby bylo možné digitálně vyřešit 128 dopplerovských frekvencí, zatímco radar společnosti Hughes používal analogové filtry založené na návrhu radaru pro letoun F-15. Technický tým společnosti Westinghouse zvítězil v této soutěži tím, že měl programovatelné 18bitové počítače, jejichž software mohl být upravován před každou misí a kvůli multiplexovému módu „Beyond The Horizon“ (česky: za obzorem, zkratka: BTH), který doplňoval pulzní Dopplerův radar. To se ukázalo obzvláště užitečné pro zjišťování lodí na moři za obzorem.

### Vývoj vlastního letounu
Souhlas s vývojem letounu v plném rozsahu funkcí systému AWACS byl dán 26. ledna 1973. Aby byl umožněn další rozvoj systémů letounu, byly objednány tři předvýrobní stroje, přičemž první z nich poprvé vzlétnul únoru 1975. Pro úsporu nákladů byly sníženy požadavky na vytrvalost letounu ve vzduchu tak, aby letounu postačovaly čtyři původní motory JT3D (americké vojenské označení: TF33). Společnosti IBM a Hazeltine byly vybrány pro vývoj palubního počítače a zobrazovacích systémů. Počítač IBM obdržel označení 4PI a software byl napsán v programovacím jazyce JOVIAL.

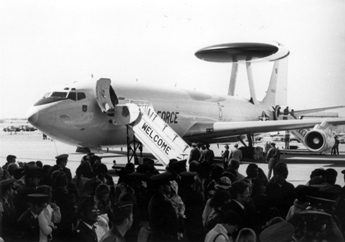
Uvítací ceremoniál pro první letoun E-3 na letecké základně Tinker AFB v roce 1977.

Úprava klasického letounu Boeing 707 na letoun E-3 Sentry zahrnovala instalaci rotujícího radarového dómu, jednobodového systému pro doplňování paliva na zemi, systému pro doplňování paliva za letu a únikový systém. Zkoušky a jejich vyhodnocování u prvního letounu E-3 Sentry byly zahájeny v říjnu 1975. Během let 1977 – 1992 bylo postaveno celkem 68 letounů E-3.

### Budoucnost
O letouny AWACS projevily zájem i Japonské letecké síly sebeobrany, ale protože se typ Boeing 707 v té době již nevyráběl, bylo vybavení letounů E-3 namontováno do letounu Boeing 767 a tak vznikl letoun s označením Boeing E-767. Nové letouny Northrop Grumman E-10 MC2A byly zamýšleny jako náhrada za letouny E-3 letectva Spojených států (a také jako náhrada letounů Boeing RC-135 a Northrop Grumman E-8 Joint STARS), ale tento program byl zrušen ministerstvem obrany USA. USAF v současné době na letounech provádí celou řadu dílčích vylepšení, které se týkají hlavně avioniky, aby pozvedly úroveň letounů na současný výkonnostní standard. Společnost Boeing provedla letové zkoušky vylepšených letounů E-3 Block 40/45. Tyto upravené letouny E-3 mají vylepšený prostor pro posádku i sekci pro řízení leteckého boje a stejně tak i výrazně modernizované elektronické vybavení.
Další modernizační program USAF se nazývá „Avionics Modernization Program“ (AMP). Tento program zahrnuje vybavení letounů E-3 „skleněným kokpitem“ (nahrazení klasických přístrojů obrazovkami). Letectvo chce také upravené E-3 s proudovými motory, které budou spolehlivější než ty původní a budou mít nejméně o 19% menší spotřebu paliva. Nové dvouproudové motory dají letounům delší dolet, delší čas strávený v pozorovací pozici a kratší minimální délku dráhy pro vzlet. Letouny s touto modifikací by mohly startovat s plnými nádržemi paliva i z rozjezdových drah dlouhých jen 3 000 m a to i při vyšších teplotách a při nižším barometrickém tlaku, což se vztahuje například na základny v horských oblastech. V souvislosti s tím, že motory letounů E-8 Joint STARS byly vyměněny za nové dvouproudové motory Pratt & Whitney JT8D-219, přičemž cena jednoho z nich je poloviční oproti konkurenčnímu motoru CFM International CFM56, začalo letectvo opět uvažovat o výměně motorů flotily letounů E-3 za účinnější.

## Popis

### Celkový popis
Letoun E-3 Sentry má upravený trup letounu Boeing 707-320B. Letouny E-3 USAF a NATO mají dolet bez tankování za letu dolet kolem 6 400 km nebo 8 hodin letu. Novější verze letounu E-3, které nakoupila Francie, Saúdská Arábie a Spojené království, byly vybaveny dvouproudovými motory CFM56-2. Ty umožňují letounu zůstat ve vzduchu až 11 hodin s doletem kolem 8 000 km. Dolet letounu Sentry a doba jeho setrvání ve vzduchu může být prodloužena tankováním paliva ve vzduchu a posádky mohou pracovat na směny, přičemž jedna z nich odpočívá v odpočinkové a jídelní sekci.

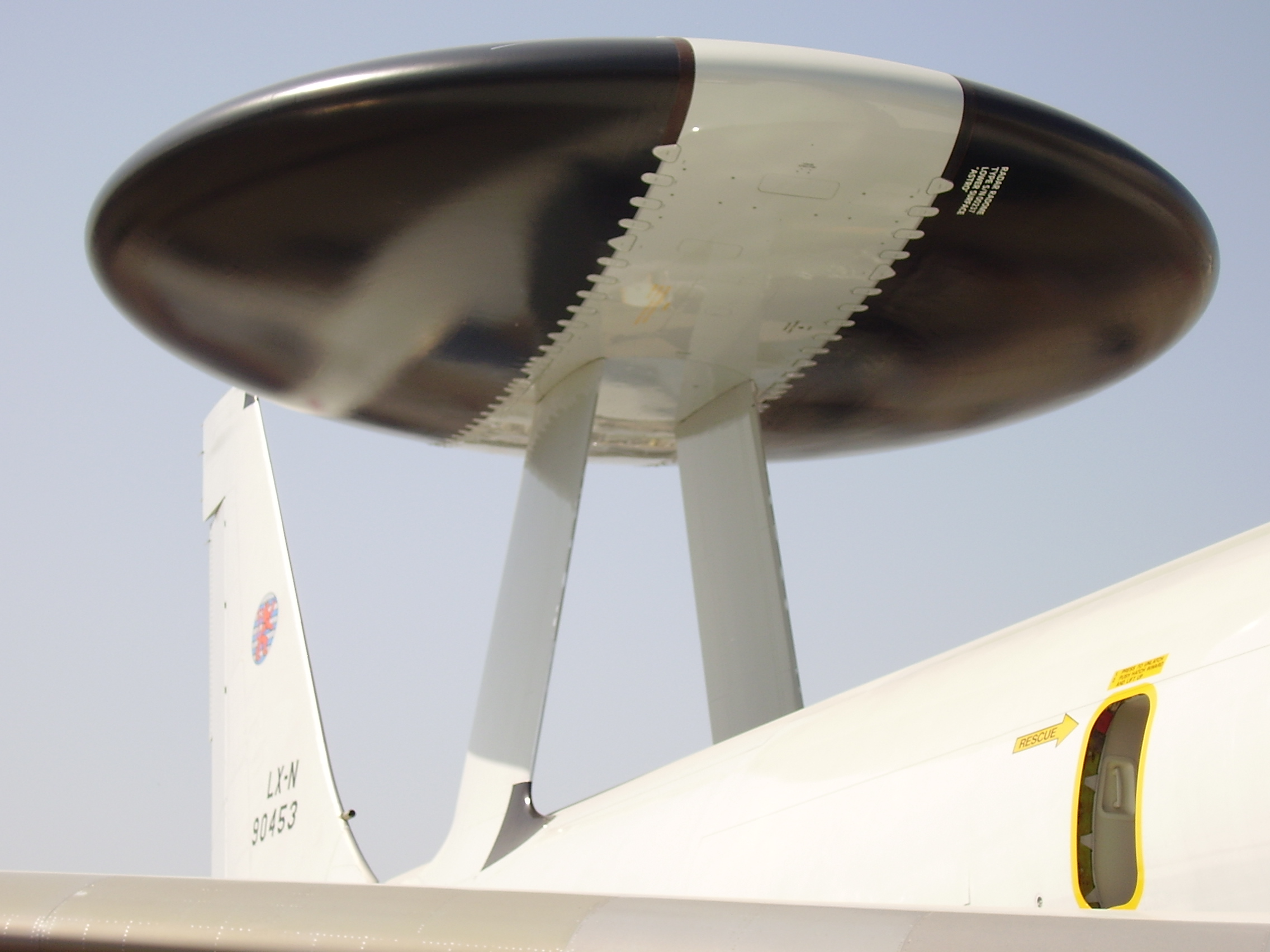
Detailní pohled na kryt radaru, který se otáčí rychlostí šestkrát za minutu.

Radarový dóm ve tvaru disku má průměr 9,1 m, ve svém středu má výšku 1,8 m a je držen pomocí dvou vzpěr ve výšce 3,4 m nad zadní částí trupu. Radar je nakloněn o 6° směrem dolů na přední straně kvůli zmírnění odporu vzduchu během vzletu a během letu rychlostí pro maximální výdrž ve vzduchu. Tento náklon radaru musí být elektronicky kompenzován. Radar je vybaven chlazením pro odvádění tepla z elektronických a mechanických systémů. Radar se otáčí pomocí hydraulického pohonu, což umožňuje radaru Westinghouse AN/APY-1 nebo AN/APY-2 elektronické sledování prostoru od zemského povrchu až po stratosféru a to jak nad pevninou, tak i nad mořem.
Mezi další hlavní podsystémy patří navigační, komunikační a počítačové systémy. Data z těchto systémů, které zpracovává počítač, jsou zobrazována na obrazovkách v grafické nebo tabulkové formě. Operátoři těchto systémů provádějí sledování, identifikaci, řízení boje a zajišťují komunikaci. Radarové a počítačové podsystémy letounu E-3 mohou shromažďovat a zobrazovat všeobecné i detailní informace o bojišti. To zahrnuje pozici a informace o pohybu nepřátelských letounů a lodí i umístění a stav vlastních letounů a námořních plavidel. Informace mohou být zasílány vrchnímu velení a řídícím střediskům v zázemí nebo na palubu vlastních lodí. V době krizí mohou být data přeposílána přímo nejvyššímu velení ve Spojených státech prostřednictvím letounů RC-135 nebo letadlových lodí.
Na každém ze čtyř motorů je namontován generátor elektrické energie o celkovém výkonu 1 MW, kterou spotřebovává radar a ostatní elektronické vybavení letounu. Jeho pulzní Dopplerův radar má dosah více než 400 km při zjišťování nízko letících cílů a v režimu „za obzorem“ má dosah zhruba 650 km pro cíle letící ve střední a vyšší letové hladině. Radar v kombinaci s podružným přehledovým radarem poskytuje i „pohled dolů“ pro odhalení, identifikaci a sledování nízko letících nepřátelských i přátelských letounů, zatímco potlačuje rušivé odrazy od zemského povrchu.

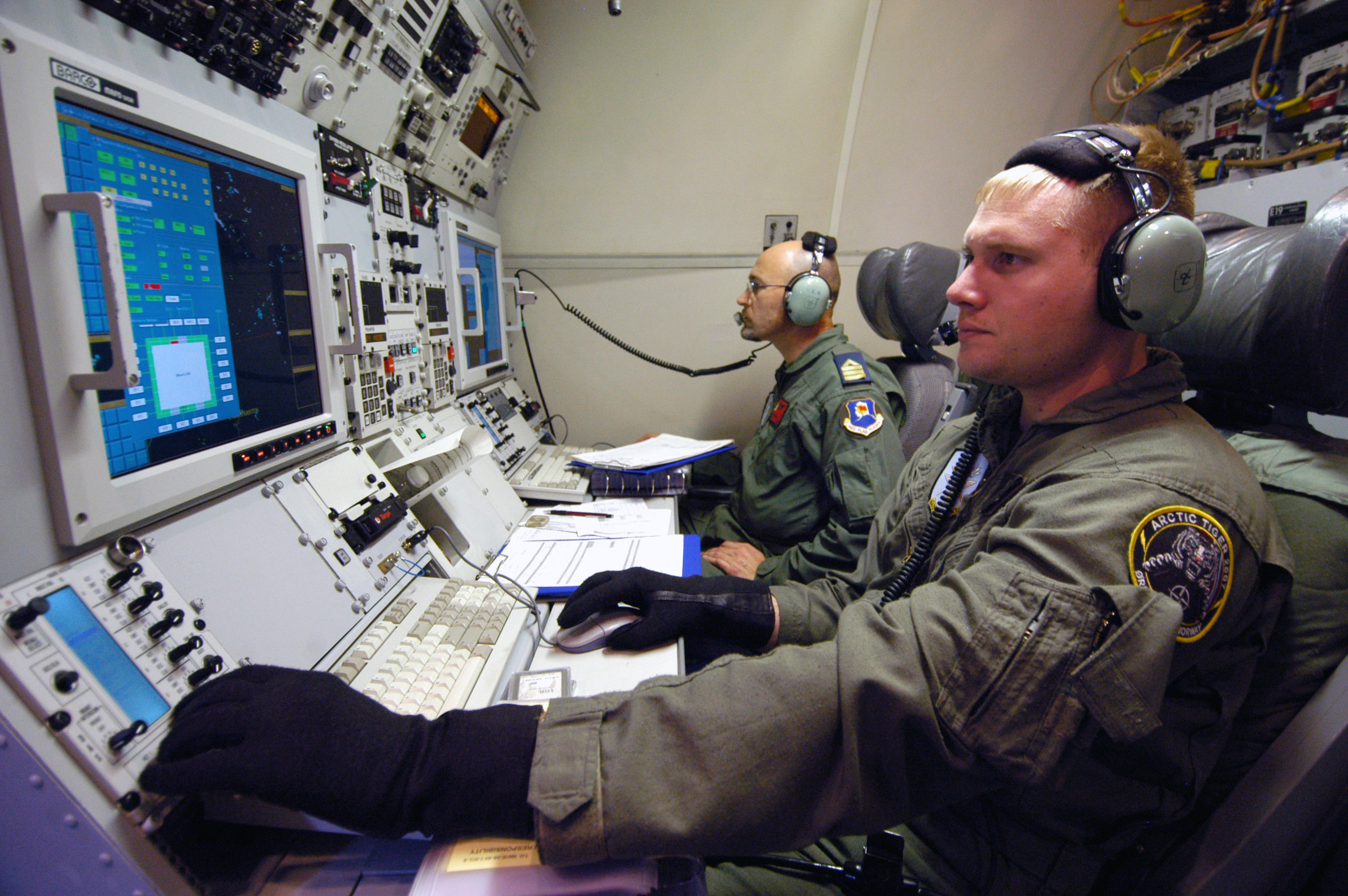
Obsluha palubních velících a komunikačních systémů letounu E-3.

Při podpoře leteckých operací proti pozemním cílům mohou letouny E-3 poskytovat přímé informace pro přehrazování bojiště, provádění průzkumu, provádění letecké přepravy a pro blízkou leteckou podporu pro přátelské pozemní jednotky. Také může poskytovat informace velitelům vzdušných operací k získání a udržení kontroly vzdušného boje, přičemž současně může pomáhat protivzdušné obraně při odhalování, identifikaci a sledování nepřátelských letounů, které se nacházejí ještě daleko od hranic USA nebo spojenců v NATO a může proti nim navádět přepadové stíhací letouny.

### Modernizace
Poté, co letouny vstoupily do služby u USAF, byly podrobeny rozsáhlému modernizačnímu programu pod názvem „Block 30/35 Modification Program“, který byl zaměřen na podstatné posílení jejich schopností. Tato modernizace byla zahájena v květnu 1987 a pokračovala až do 30. října 2001, kdy byl dokončen 32. a tedy poslední letoun. Prvním ze čtyř zásadních vylepšení byla instalace elektronických podpůrných zařízení (ESM) umožňující pasivní zjišťování a identifikování leteckých a povrchových zdrojů elektronického vyzařování. Druhým byl společný taktický systém pro poskytování informací (Joint Tactical Information Distribution System - JTIDS) pro poskytování zabezpečené vysokorychlostní komunikace odolné proti rušení pro přenos nejrůznějších informací. Tento systém posílil systém TADIL-A Link-11 s vysokorychlostní výměnou radarových informací. Systém je také znám pod označením TADIL-J nebo Link-16. V rámci projektu byla také zvětšena paměť palubního počítače, aby zvládl výše uvedené a případně i další systémy. Poslední velkou úpravou byla instalace systému GPS.
Dalším společným modernizačním programem USAF a NATO byl program pro vylepšení schopností radaru pod názvem „Radar System Improvement Program“ (RSIP). Tento program zvýšil operační možnosti radarů letounů E-3 a výrazně zvýšil jejich spolehlivost, dostupnost dílů a usnadnil jejich údržbu. V podstatě tento program nahradil starší obvody využívající tranzistory a integrované obvody, které už ani nikdo nevyráběl, digitálními počítači. Tyto počítače mohly být pak naprogramovány v programovacím jazyku vyšší úrovně. To znamenalo podstatné zvýšení výkonu počítačových systémů. Tyto úpravy hardwaru a softwaru zlepšily výkony radaru letounů E-3 a jejich schopnost zjišťovat cíle a to zvláště cíle s nízkým radarovým odrazem.
K programu RSIP se připojilo i RAF, aby mohly být vylepšeny i radary britských strojů. Úpravy těchto letounů byly dokončeny v prosinci 2000. Společně s programem RSIP byla provedena i instalace systému GPS/Inerciálního navigačního systému, což podstatně zvýšilo přesnost určování pozice. V roce 2002 společnost Boeing oznámila, že bude tuto modernizaci provádět i na francouzských strojích. Tato instalace byla dokončena v roce 2006.

## Operační historie
V březnu 1977 obdrželo 552. křídlo leteckého varování a řízení (552nd Airborne Warning and Control Wing) na letecké základně Tinker v Oklahomě první letoun E-3. Poslední 34. letoun Sentry byl dodán k USAF v červnu 1984.

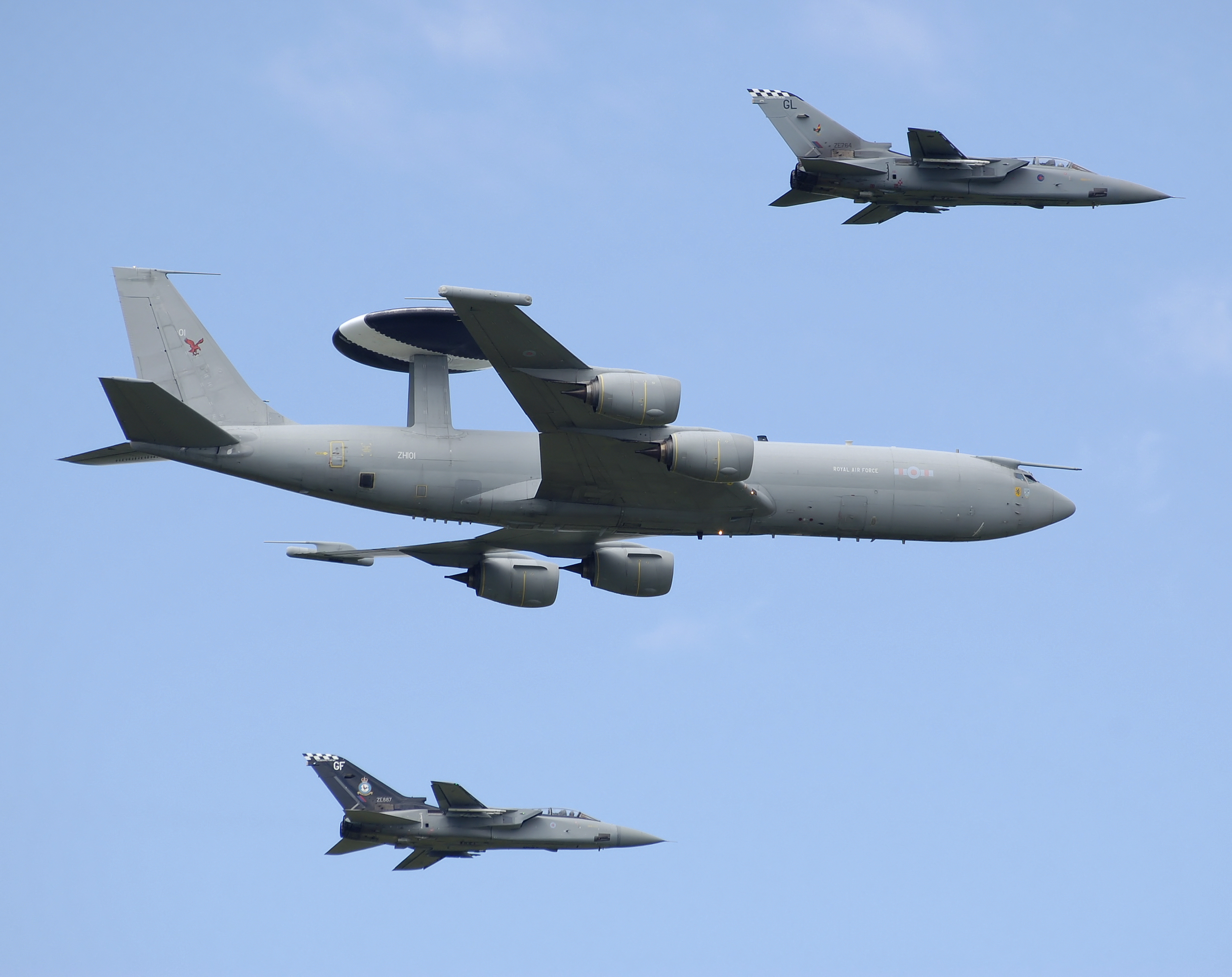
Letoun RAF Boeing Sentry AEW1 doprovázený dvojicí letounů Panavia Tornado F3 u příležitosti leteckého dnu na letišti Kemble. Letouny AEW1 RAF jsou rozpoznatelné podle schránek s elektronickými systémy na koncích křídel.

USAF má v současnosti (duben 2012) v aktivní službě celkem 32 letounů E-3 Sentry. 27 z nich má svou domovskou základnu na letecké základně Tinker a podléhají leteckému velitelství „Air Combat Command“ (ACC). 4 letouny náleží k pacifickému letectvu (Pacific Air Forces/PACAF) a mají základny na leteckých základnách Kadena na Okinavě a Elmendorf na Aljašce. Jeden letoun (TS-3) je přidělen ke společnosti Boeing pro další vývoj a testování systémů.
NATO obdrželo 18 letounů E-3A a podpůrné vybavení pro podporu leteckých sil NATO. Jelikož ale všechny letouny musí být registrovány v konkrétní zemi, bylo rozhodnuto registrovat všech 18 strojů v Lucembursku, které je členem NATO a předtím nemělo žádné letectvo. První letoun E-3 NATO byl dodán v lednu 1982. Všech 18 letounů bylo přiděleno ke třem letkám na základně NATO v německém Geilenkirchen. V současnosti (duben 2012) má NATO celkem 17 letounů E-3 Sentry, protože jeden letoun byl zničen při nehodě v Řecku.
Spojené království a Francie jsou sice členy NATO, ale přesto se nepodílejí na provozu společných letounů E-3 NATO. Místo toho si pořídily vlastní letouny E-3, které zapojují do společných projektů. Spojené království a Francie provozují své letouny E-3 nezávisle na sobě i na NATO. Spojené království provozuje sedm letounů a Francie provozuje čtyři letouny. Všechny tyto letouny jsou osazeny novějšími motory CFM56-2. Britský požadavek vyvstal po zrušení projektu British Aerospace Nimrod AEW3, který měl nahradit letouny Avro Shackleton AEW2 v 80. letech 20. století. Spojené království objednalo letouny v únoru 1987. Dodávky byly zahájeny v roce 1990. Dalším operátorem tohoto typu letounu je Saúdská Arábie, která používá pět letounů. Všechny mají motory CFM56-2.
Letouny E-3 Sentry byly mezi prvními, které byly nasazeny v rámci operace Pouštní štít, kde okamžitě zahájily pozorovací mise proti iráckým silám. Během operace Pouštní bouře letouny E-3 odlétaly 379 misí, při kterých strávily 5 052 hodin v pozorovacích pozicích. Schopnost sbírat mnoho dat z radarových a počítačových podsystémů letounů E-3 vedla k tomu, že celá letecká válka mohla být poprvé v historii nahrávána. Dále poskytování vedení se sdělováním aktuálních informací o aktivitě nepřítele vedlo k tomu, že operátoři systémů v letounech E-3 asistovali při 38 z 41 sestřelů nepřátel zaznamenaných během celého konfliktu. Letouny E-3 NATO se účastnily mezinárodní letecké operace v Libyi v roce 2011.

## Mimořádné události a nehody

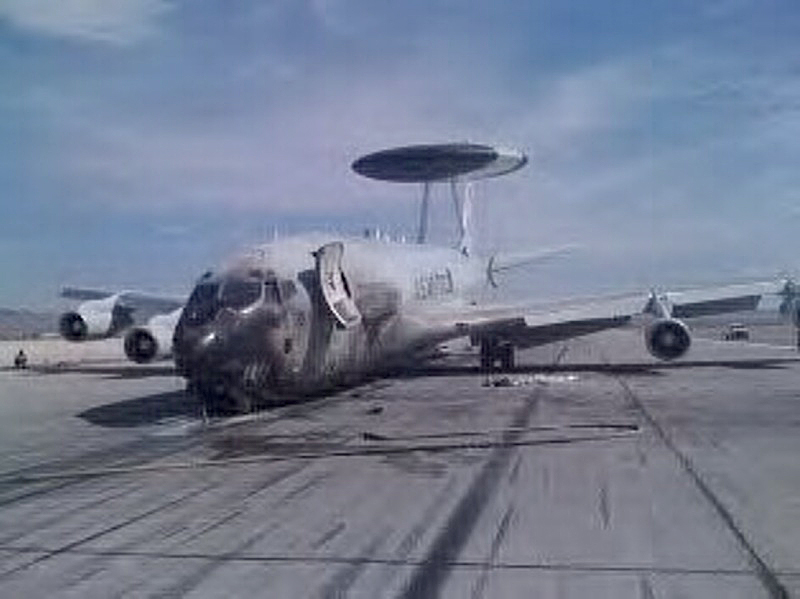
Ohněm zničený letoun E-3 USAF na letecké základně Nellis.

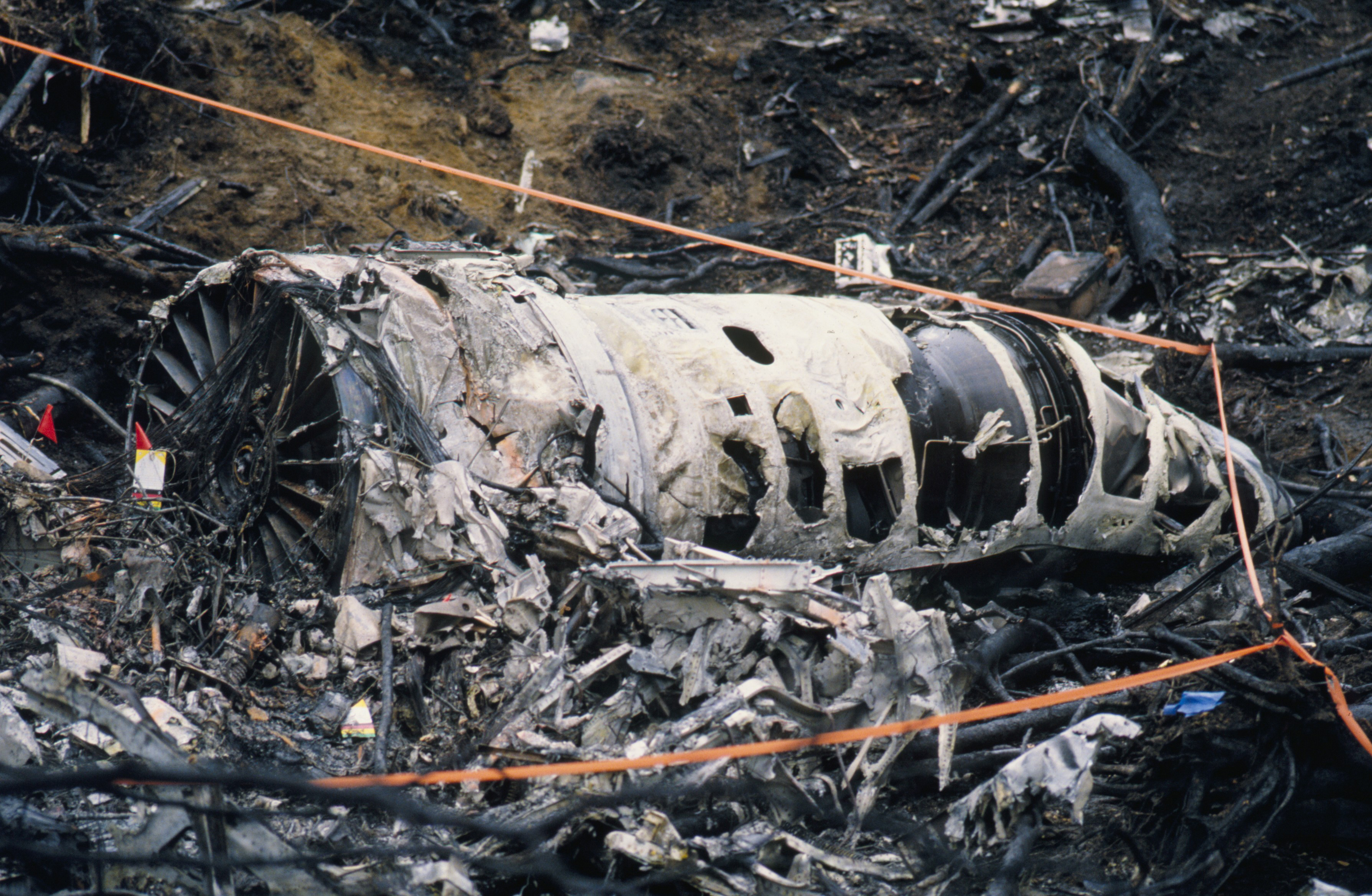
Trosky letounu „Yukla 27“, sériové číslo 77-0354

Letouny E-3 postihly zatím (duben 2012) tři velké nehody. Byly to následující:
- 22. září 1995 letoun USAF E-3 Sentry (volací znak „Yukla 27“, sériové číslo 77-0354) havaroval krátce po startu z letecké základny Elmendorf na Aljašce. Letoun ztratil výkon motorů na levé straně poté, co motory na této straně nasály hejno kanadských hus – bernešek. Letoun dopadl asi 3 km severovýchodně od rozjezdové dráhy, přičemž zahynulo všech 24 lidí na palubě.[30][31]

- 14. července 1996 letoun NATO E-3A LX-N90457 při nepodařeném startu na letecké základně Preveza v Řecku přejel rozjezdovou dráhu a skončil v moři. Trup letounu se rozlomil a letoun byl zničen. Všech 16 osob na palubě se zachránilo.[32] Údajně došlo i v tomto případě k nasátí ptáků do motorů při vzletu, ale nebyly o tom nalezeny žádné důkazy.[24][33]

- 28. srpna 2009 byl letoun USAF E-3C číslo 83-0008 vážně poškozen[34] během přistání na letecké základně Nellis poté, co došlo k selhání předního podvozku. Při nehodě vzniknul požár, který způsobil škodu za 100 miliónů dolarů.[35] Nehoda byla vyhodnocena jako chyba pilota.[36]

## Varianty

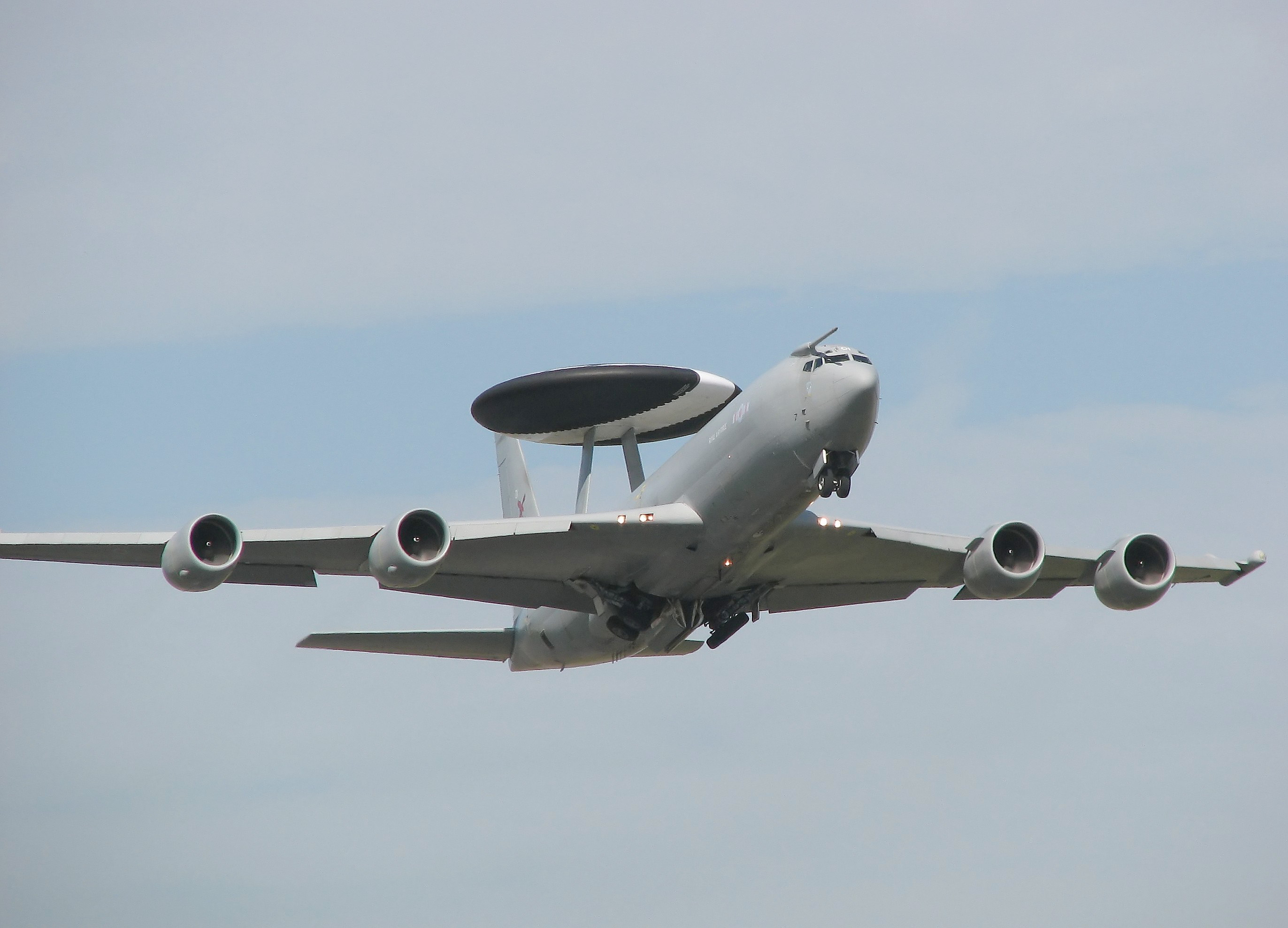
Sentry AEW1 (RAF) při vzletu

EC-137D
Dva prototypy letounů AWACS s motory JT3D. Jeden z nich nesl radar Westinghouse Electric a druhý radar Hughes Aircraft Company. Oba letouny byly přestavěny na standardní E-3A letouny s motory TF33.
E-3A
Sériová verze s motory TF33 a radarem AN/APY-1. Postaveno 24 letounů pro USAF, které byly později přestavěny do verze E-3B. Objednáno celkem 34 letounů, ale 9 strojů bylo postaveno jako verze E-3C. Jeden letoun zůstal u společnosti Boeing ke zkouškám. Dalších 18 letounů bylo postaveno pro NATO s motory TF33 a 5 pro Saúdskou Arábii s motory CFM56.
KE-3A
Jednalo se o tankovací letouny (neměly vybavení AWACS) odvozené od letounů E-3 poháněné motory CFM56. Bylo postaveno 8 strojů pro Saúdskou Arábii.
E-3B
Vylepšené letouny E-3A. Přestavěno 24 letounů.
E-3C
Sériové letouny s radarem AN/APY-2, dalším elektronickým vybavením a vylepšenými systémy. Postaveno 10 letounů.
JE-3C
Jeden letoun E-3A používaný společností Boeing pro zkoušky. Později byl přeznačen na E-3C.
E-3D
Sériové letouny pro Královské letectvo (RAF). Jednalo se o letouny E-3C s motory CFM56, které nesly britské označení Sentry AEW.1. Postaveno 7 letounů.
E-3F
Sériové letouny pro francouzské letectvo. Jednalo se o letouny E-3C s motory CFM56 a francouzskými úpravami. Postaveny 4 letouny.
E-3G
Označení pro modernizované letouny E-3 (modifikace Block 40/45) po roce 2009.

## Specifikace (USAF/NATO)

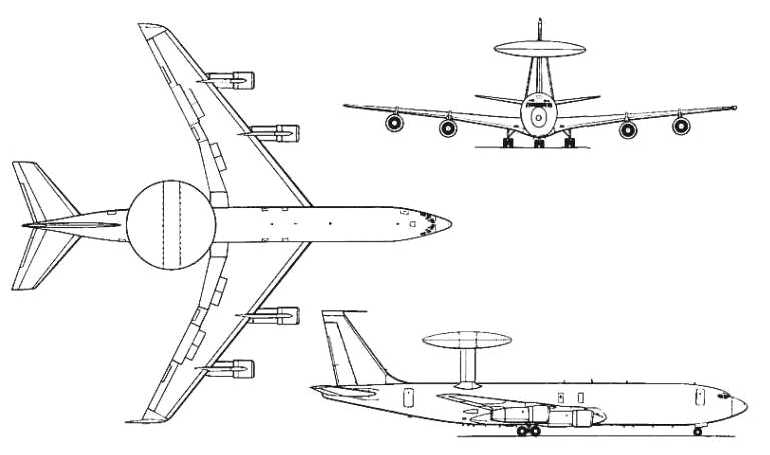
Třípohledový nákres E-3

Technické údaje pocházejí z webu „USAF“ a „Globalsecurity.org“.

### Technické údaje
- Posádka: 4 (letová posádka), 13 – 19 (obsluha přístrojů)
- Rozpětí: 44,42 m
- Délka: 46,61 m
- Výška: 12,6 m
- Nosná plocha: 283,4 m²
- Plošné zatížení: 555,4 kg/m²
- Prázdná hmotnost: 73 480 kg
- Max. vzletová hmotnost: 156 150 kg
- Pohonná jednotka: 4x dvouproudový motor Pratt and Whitney TF33-PW-100A
- Tah pohonné jednotky: 93 kN

### Výkony
- Cestovní rychlost: 579 km/h (313 uzlů, 360 mph) km/h ve výšce ? m
- Maximální rychlost: 855 km/h (461 uzlů, 530 mph) ve výšce ? m
- Dolet: 7 400 km (8 hodin)
- Dostup: 12 500 m
- Stoupavost: ? m/s (? m/min)

## Uživatelé
Francie

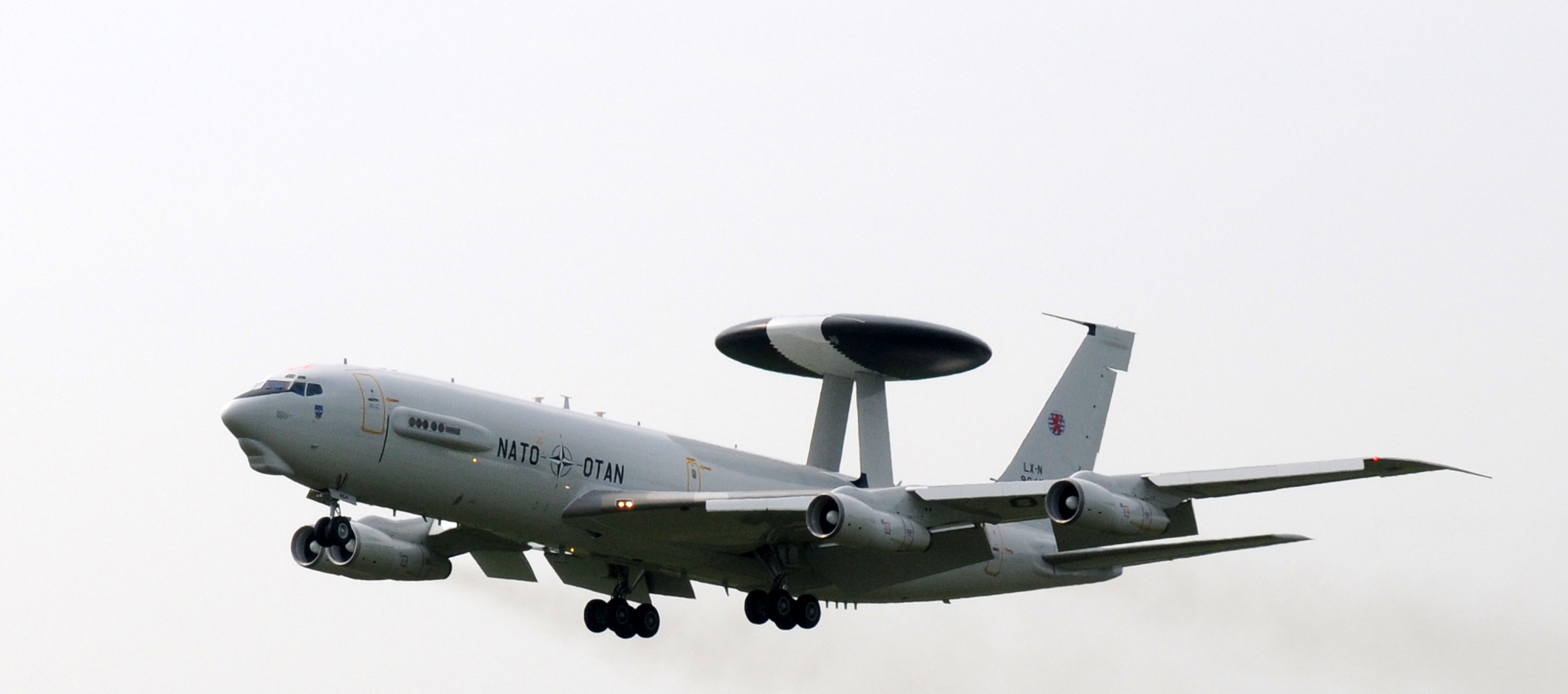
Letoun NATO E-3 Sentry s registrací LX-N 90454.

- Francouzské letectvo – V letech 1991–1992 koupilo 4 letouny E-3F SDCA (Système de Détection et de Commandement Aéroporté) podobné britským E-3D. Všechny letouny byly přiděleny k Escadron de Détection et de Commandement Aéroporté (ECDA, Letka leteckého zjišťování a velení) na letecké základně Avord.[39] Roku 2025 Generální ředitelství pro vyzbrojování DGA (Direction générale de l’armement) jako jejich náhradu vybralo typ Saab GlobalEye.[40]

 Chile
- Chilské letectvo – zakoupilo 3 stroje E-3D Sentry po jejich vyřazení RAF.[41]

 NATO
- NATO – koupilo 18 letounů AWACS, které mají základnu na letecké základně NATO Geilenkirchen v Německu. Jeden letoun byl ztracen v Řecku. Všechny letouny jsou oficiálně registrovány jako letouny Lucemburska, které je členem NATO a nemá žádné jiné letectvo.[23] Odpovídají za monitorování vzdušného prostoru během operací NATO po celém světě.

 Saúdská Arábie
- Královské saúdské letectvo – koupilo 5 letounů E-3A a 8 tankovacích letounů KE-3A v roce 1983.[42]

 Spojené státy americké
- Letectvo Spojených států (USAF) – provozuje 32 letounů E-3. Většina z nich je přidělena k 552. křídlu leteckého řízení (552. Air Control Wing) na letecké základně Tinker, Oklahoma.[43]

### Bývalí uživatelé
Spojené království
- Královské letectvo (RAF) – nakoupilo od října 1987 celkem 7 letounů E-3D, které provozovalo pod označením Sentry AEW.1.[23] Ze služby byly vyřazeny 28. září 2021.[44]

#### Související vývoj
- Boeing CT-49 (anglicky)
- Boeing KC-135 Stratotanker

#### Podobná letadla
- Berijev A-50 (anglicky)
- Boeing 737 AEW&C (anglicky)
- Boeing E-767 (anglicky)
- Grumman E-2 Hawkeye
- IAI Phalcon
- KJ-2000